# Etkammersystem
Et etkammersystem indebærer, at en stat eller en delstats parlament kun består af én lovgivende forsamling, kaldet kammer. 
Mange lande med etkammersystemer er små, homogene enhedsstater, der opfatter et overhus eller andetkammer som unødvendigt. Danmark har været et etkammersystem siden Landstingets nedlæggelse i 1953, mens Sverige først fik et etkammersystem i 1971.

## Eksempler
- Folketinget i Danmark
- Den Nationale Folkekongres i Folkerepublikken Kina
- Riksdagen i Sverige (siden 1971)
- Knesset i Israel
- Altinget i Island
- Seimas i Litauen